# Kibehói Miasszonyunk
Tudományosan, a természetfeletti megmagyarázhatatlan jelenléte megállapított a látnokoknál
- Alphonsine Mumureke látomásai 1981. november 28-ától 1989. november 28-ig tartott.
- Nathalie Mukamazimpaka látomásai 1982 januárjában kezdődött és véget ért 1983. december 3-án.
- Marie Claire Mukangango látomásai hat hónapig tartottak 1982. március 2-án kezdődött és 1982. szeptember 15-ig tartott. Meghalt 1995-ben.

Tudományosan, a természetfeletti megmagyarázhatatlan jelenléte nem állapítható meg a látnokoknál
- Stephanie Mukamurenzi
- Agnes Kamagaju
- Vestine Salima
- Emmanuel Segastashya, a fiú.

A kibehói Miasszonyunk egy, az elismert Szűz Mária-jelenések közül, mely egy dél-ruandai településen történt az 1980-as években. 2001-ben hitelesnek ismerte el az egyház három látnok látomásait.

## Látomások
Hat tizenéves lány és egy kisfiúnak látomásaiban hátborzongató események is voltak. A jelenés színhelye egy olyan iskola, ahol apácák tanítottak lányokat. Legelőször Alphonsine Mumurekének volt jelenése 1981. november 28-án 12 óra 35 perckor. Alphonsinnek az Ige Anyjaként mutatkozott be. Környezete képzelgésnek, illetve osztálytársainak okot adott ugratásokra. Az egyik jelenés alatt Mediatrice Nyiraminani elkezdte égetni a látnok egyik karját. a Szűzanya megkérdezte: Tudod hogy égetik a karodat? Alphonsine: De hol? - és elrántotta a másik karját, amiből az vonható le, hogy környezetére érzéketlen maradt a látnok a jelenés közben. Sokan mondták neki addig nem hisszük amíg másnak meg nem jelenik. Így megkérte a hitetlenkedőket imádkozzanak, hogy másnak is megjelenjen, míg a látnok is imádkozott ezért.
Így Anatholie Mukamazimpakának is megjelent 1982. január 12-én. Még ennek a mélyen hívő megfontolt lánynak sem hittek. Ezután mindenki megdöbbenésére Marie-Claire Mukangangonak 1982. március 2-án jelenik meg, aki szkeptikus és bizonytalan hitű volt, emiatt fő kritizálója volt Alphonsinek.
Vérfolyam, emberek gyilkolják egymást. Az ifjak reakciói remegés és sírás volt. 1982-ben azt közvetítették, hogy Szűz Mária megkérte őket mindenki imádkozzon, mellyel egy szörnyű háború kitörését tudják megakadályozni. Szűz Mária nevét Világ Anyjának "Nyina wa Jambo", illetve Isten Anyjának "Umubyeyi W'Imana" nevezték az afrikai látnokok.
Amikor három látnok eldőlt és leállt a szívműködésük, utazásban volt részük, melyben a szűzanya megmutatott három helyet nekik. Nem volt kimondva, hogy a mennyország, tisztítótűz és pokol, de rá lehetett ismerniük.

### Napcsoda
1982. november 6-án Cléophas Kanyarwanda egy bankelnök beszámolója szerint 16.15-kor kezdődött. Majd folytatódott november 18-án 14 órakor, melyet Francois Bwanakeye butarei kereskedő írt le. A tömegben ott volt Dominique Makeli újságíró (Radio Rwanda) és Gabriel Lauzon kanadai testvér, akik nyilatkoztak a látottakról.

## Orvosi vizsgálat
Három látnok halotti merevség állapotába került, leállt a szívműködés is, majd váratlanul felkeltek. Minden orvosi beavatkozás nélkül normális életjeleket mutattak. A hirtelen eldőléseik miatt semmilyen testi külsérelmi nyomot nem találtak.

## A helyi egyház megítélése
Az orvosi bizottság 1982. március 20-án, míg a teológiai 1982. május 14-én állt fel. Három pásztorlevél született a helyi püspöktől Jean-Baptiste Gahamanyi Buture egyházmegyei püspökétől. Az első 1983. június 30-án, majd 1986. július 30-án, míg a harmadik 1988. augusztus 15-én. Az első kettőben még csak a kedvező hangnem, míg az utolsó Mária-kegyhellyé nyilvánította Kibehót. Három látnoknál elismerték, hogy természetfeletti megmagyarázhatatlan történt velük, míg a többi négynél nem tudták igazolni. 2001 június 29-én a ruandai püspök és a Vatikán is elismerte a Szűz Mária-jelenést tényként.

## A jelenés utóélete, értelmezése
Egy baljós jövőbe látásként értelmezik a jelenéseket. Ezt alátámasztja az az 1994-ben kitört Ruandai népirtás, amelyben Marie Claire Mukangango látnok 1995-ben életét vesztette. Tucatnyi gyermeket mészárolt le hutu harcosok abban az iskolában, ahol korábban a látomások történtek, majd lejegyezték. Az újságírót, aki a napcsodáról is tudósított börtönbe zárták 1994-ben, mert a hatóságok lázításnak vették, hogy összefüggést teremtett a jelenések és Habayarimana elnök meggyilkolása között. A börtönbe tárgyalás nélkül került és 2007-ben még mindig fogva tartották, majd 2008-ban felmentették.
Alphonsine apáca lett Olaszországban, Marie Claire életét vesztette a népirtásban és Nathalie elmenekült Kongóba majd Kenyába, azután visszatért és a kegyhely környékén telepedett le.

## Kegyhely
1992-ben két évvel a népirtás előtt elnevezték a jelenést Hétfájdalmú Szűzanyának.